# Università Keio
L'Università Keio (慶應義塾大学?, Keiō Gijuku Daigaku) è un'università privata situata a Minato, Tokyo, Giappone. È una delle principali università giapponesi, simile, per popolarità e qualità didattica e di ricerca, alle istituzioni della Ivy League del sistema accademico americano. 
Fondata nel 1858, Keio è il più antico istituto di istruzione superiore in Giappone e vanta undici campus e dieci facoltà: lettere, economia, giurisprudenza, commercio, medicina, scienze e tecnologia, policy management, studi dell'ambiente e dell'informazione, infermieristica, farmacia.

## Campus
- Mita (Minato, Tokyo)
- Hiyoshi (Yokohama, Kanagawa)
- Yagami (Yokohama, Kanagawa)
- Shinanomachi (Shinjuku, Tokyo)
- Shonan Fujisawa Campus (SFC) (Fujisawa, Kanagawa)